# Jennifer Oeser
Jennifer Oeser (Alemania, 29 de noviembre de 1983) es una atleta alemana, especialista en la prueba de heptalón, con la que llegó a ser subcampeona mundial en 2009 y en 2011.

## Carrera deportiva en heptalón
En el Mundial de Berlín 2009 gana la plata, tras la británica Jessica Ennis y por delante de la polaca Kamila Chudzik.
Dos años más tarde, en el Mundial de Daegu 2011 vuelve a ganar la medalla de plata, en esta ocasión tras de nuevo tras la británica Jessica Ennis y por delante de la poloca Karolina Tymińska.